# Olof Hoffman
Olof Hoffman, född omkring 1640, död 1709, var en svensk målare.
Hoffman förfärdigade från 1677 fram till sin död, under Erik Dahlberghs ledning, gouacher av fanor, vunna genom svenska segrar. Avbildningarna som är bundna i 31 band förvaras i Armémuseums arkiv. Han målade de heraldiska vapnen på ett flertal fanor som tillverkades för den svenska armén inför stora nordiska kriget. Han gjorde även utkast till altarprydnader.